# Санданський (община)
Санданський (болг. Община Сандански) — община у Болгарії. Входить до складу Благоєвградської області. Населення становить 41 606 осіб (станом на 1 лютого 2011 р.). Адміністративний центр громади — однойменне місто.